# Dominic Carmon
Dominic Carmon SVD (ur. 13 grudnia 1930 w Opelousas, Luizjana, zm. 11 listopada 2018) – afroamerykański duchowny katolicki, werbista, biskup pomocniczy Nowego Orleanu w latach 1992–2006.

## Życiorys
Święcenia kapłańskie otrzymał 2 lutego 1960 z rąk bpa Leo Arkfelda SVD w zgromadzeniu ojców werbistów.
16 grudnia 1992 papież Jan Paweł II mianował go biskupem pomocniczym Nowego Orleanu ze stolicą tytularną Rusicade. Sakry udzielił mu ówczesny zwierzchnik archidiecezji abp Francis Schulte. Na emeryturę przeszedł 13 grudnia 2006.
Zmarł 11 listopada 2018.